# Cappella di Santa Libera
La cappella di Santa Libera è un luogo di culto cattolico situato nel comune di Calice Ligure, lungo la strada provinciale 17 per Rialto, in provincia di Savona.

## Storia e descrizione
L'attuale edificio è il risultato di interventi avvenuti tra il 1722 e il 1723 (e ancora nel 1739), finanziati dal lascito di un certo Nicolò Sasso. Il campanile fu sopraelevato successivamente.
Le origini della cappella sono però molto più antiche, probabilmente datate al 1550, basti pensare che già nel 1585 si richiedeva di adeguare l'edificio alle nuove leggi in vigore. L'interno è a navata unica e in facciata presenta un grosso pronao che ripara il portone di ingresso.
Al suo interno si conserva una statua raffigurante Santa Libera, donata nel 1775 dagli emigranti calicesi in Spagna; più datata e sempre di origine ispanica è la lampada d'argento del 1677.
Originariamente era intitolata a Nostra Signora della Rocca.